# Brøndbyvester Kirke
Brøndbyvester Kirke er en kirke i Brøndbyvester, der er bygget i slutningen af 1100-tallet. Den oprindelige del af kirken er opført af kridtsten. Muligvis har der tidligere ligget en trækirke på stedet. I 1400-tallet blev kirken udvidet, og i begyndelsen af 1500-tallet blev der tilføjet et tårn.
Grundtvig blev viet i kirken i 1851 af sin gode ven, den lokale præst, Gunni Busck.

## Sognepræster i Brøndbyvester Sogn siden 1558
- 1558-92: Christopher Bentsøn (ca. 1532 – 1592 i Brøndbyvester).
- 1592-1622: Jacob Hansen Falsløv (ca. 1556 – 20. september 1622).
- 1622-29: Anders Jacobsen Gimlinge (???? – 7. april 1629 i Brøndbyvester).
- 1629-52: Hans Madsen Birkop (???? – 8. september 1652).
- 1653-58: Niels Christiansen Faxe (???? – 9. november 1658).
- 1658-61: Peder Mikkelsen Scielderup/Greve (ca. 1625 – 30. oktober 1661).
- 1661-80: Peder Skou Jespersen (1626/27 – 11. september 1680).
- 1680-90: Hermand Mortensen Lipper (28. januar 1624 – 5. marts 1690).
- 1690-91: Jacob Lauritzøn/Larsen (2. april 1659 – 20. april 1691).
- 1691-1721: Peder Jørgensen Næstved/Kirchberg (4. september 1648 i Næstved – 5. september 1721).
- 1721-58: Jens Jeppesen Colding (16. december 1683 – 30. juni 1758 i Brøndbyvester).
- 1758-72: Johannes Iver Jensen Colding (11. februar 1727 i Brøndbyvester – 11. august 1772).
- 1772-96: Henrich Becher (1730 i Nykøbing Falster – 14. oktober 1796).
- 1796-1820: Eiler Hammond (2. februar 1758 i Gørlev Sogn – 28. juli 1822).
- 1820-44: Jørgen Christian Svitzer (19. november 1765 i Asnæs Sogn – 7. juli 1844 i København).
- 1844-69: Gunni Busck (11. maj 1798 i København – 28. marts 1869).
- 1869-71: Ditlev Gothard Monrad (24. november 1811 i København – 28. marts 1887 i Nykøbing Falster).

## Galleri
- Altertavle fra 1625.
- Døbefont fra 1885.
- Prædikestol fra 1667 og lydhimmel fra 1751.
- Orgel fra 1977
- Model fra 1954 af Norske Løve fra 1765.
- Midtergangen.

## Eksterne kilder og henvisninger
- Wikimedia Commons har flere filer relateret til Brøndbyvester Kirke
- Brøndbyvester Kirke hos KortTilKirken.dk
- Folder om Brøndbyvester Kirke Arkiveret 18. december 2022 hos  Wayback Machine